# フォード・クラウンビクトリア
クラウンビクトリア（Crown Victoria）は、アメリカ合衆国の自動車メーカー、フォード・モーターが製造・販売していた自動車である。

## 概要
アメリカ製セダンの中でも最大の部類のフルサイズに属する。オイルショック以降、キャデラックやクライスラーなどの競合車種の多くがダウンサイジングとFF化を敢行した中、フォードだけは昔ながらのラダーフレームとFRレイアウトを堅持した。このシャシはマーキュリー・グランドマーキー、リンカーン・タウンカーと共用のパンサープラットフォーム (Ford Panther platform) と呼ばれるもので、フォードのハイエンド車種で30年以上の長きにわたって使われ続けたが、技術的には決してハイエンドではなく、登場当時ですら旧態化のそしりは免れなかった。重量、ねじり剛性、振動・騒音など、操縦安定性や居住性のすべての面でモノコック構造に対して劣勢となるが、アメリカの保守層（米保険会社の調査では、共和党支持者とほぼ一致するとしている）には根強い人気があり、結果的として古き良き時代のアメリカ車の乗り味を後世に伝える存在となっていたほか、パトカー、タクシー、レンタカーといったフリートセールス需要が根強く、パトカー用はエンジン出力を強化するなどしたPolice Interceptor(ポリスパッケージ)という専用グレードが存在する。
総生産台数は150万台を超え、生産はすべてカナダオンタリオ州セントトーマスに所在していたフォード・カナダの工場で行われた。2008年から2011年の最後の3年間はフリートセールスのみで直系の後継車種はないが、フルサイズセダンとして2007年の北米自動車ショーで発表されたリンカーン・MKSや、フォード・トーラスおよび派生モデルのフォード・ポリスインターセプターが実質的な後継車種となった。
アメリカでは「Crown Vic (クラウン・ビック)」の愛称で親しまれている。日本のトヨタ・マークIIやトヨタ・クラウン、日産・セドリックや日産・グロリアに相当する車種。

## 車名の由来

### 1955フォード

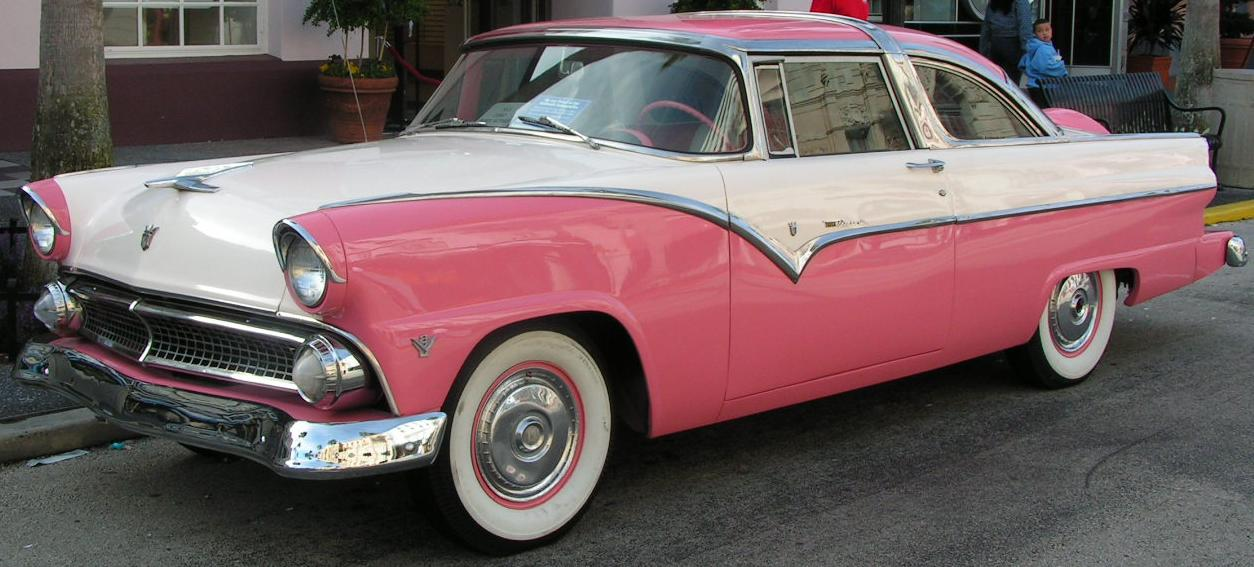
1955 Ford Crown Victoria

“クラウン ビクトリア（Crown Victoria）”の車名は、1955年フェアレーンの1レンジとして登場した6人乗りの2ドアクーペが最初である。

### LTDクラウンビクトリア
フォード・LTDの上級トリムとして名付けられた。

## 初代(1992年-1997年)
フォード・LTDから完全に独立し、1991年に1992年モデルとして登場した。
フォード・トーラスやセーブルが大ヒットしたためLTDとは違い、丸みを帯びたエアロダイナミックなデザインへと変貌した。ただ、グリルレスは不評であったために1993年の中期型からはグリルが追加され、1995年の後期型からは新規グリルとリアコンビネーションランプが追加されナンバー取付位置もリアライトの中央に移動させた。

## 2代目(P7X型・1998年-2012年)
1998年モデルイヤーでフルモデルチェンジ。ラジカルなエアロルックを持った先代から、大きなヘッドライト、バンパー、グリルなど全く違うデザインとなった。これはボディをマーキュリー・グランドマーキーと共用化したことによるもので、両車のデザイン差異は先代と比較してかなり少なくなっている。
サスペンションはフロントにダブルウィッシュボーン式が、リアにはワッツリンクを用いたソリッドアクスル式が採用された。その中でもグレードによりリアに調整式エアサスペンションを備えたグレードと従来のスプリング式のものが存在する。エンジンは先代に引き続き4.6L SOHC Modular V8エンジンのみが搭載され、1998年のデビュー時でカタログスペック200馬力(オプションのデュアルマフラー搭載時は215馬力)を発揮した。組み合わされるトランスミッションは自社製の4速ATのみが設定された。
グレードによりシート構成が異なり、前席がベンチシートのものと通常の独立したシートのものが存在する。またシフトレバーについてもコラムシフトのモデルとフロアシフトのモデルが存在している。
グレードは先代を踏襲し、ベースグレードに加えて上級グレードのLXおよび法務執行機関用フリートセールス向けのポリスインターセプター(Police Interceptor)グレードとタクシーなどの用途を想定した商用グレードが当初ラインナップされた。これに加えて最上級グレードとなるLX Sportが2002年から2007年の間生産された。
2003年にはフロントのサスペンションを中心とした大幅な再設計が施された。それまでボール・ナット式を採用していたステアリング機構はラック・アンド・ピニオン式へと変更され、リアサスペンションもツインチューブに代わりモノチューブが採用されるなど、ハンドリングの大幅な改善が行われた。
フルサイズセダンを代表する車種として長く親しまれてきたクラウンビクトリアであったが、2011年9月15日にカナダのセント・トーマス工場で最後の1台(サウジアラビア向け)が出荷され、生産終了となった。

## バージョン

### ポリスインターセプター (Police Interceptor) (P71/P7B型)

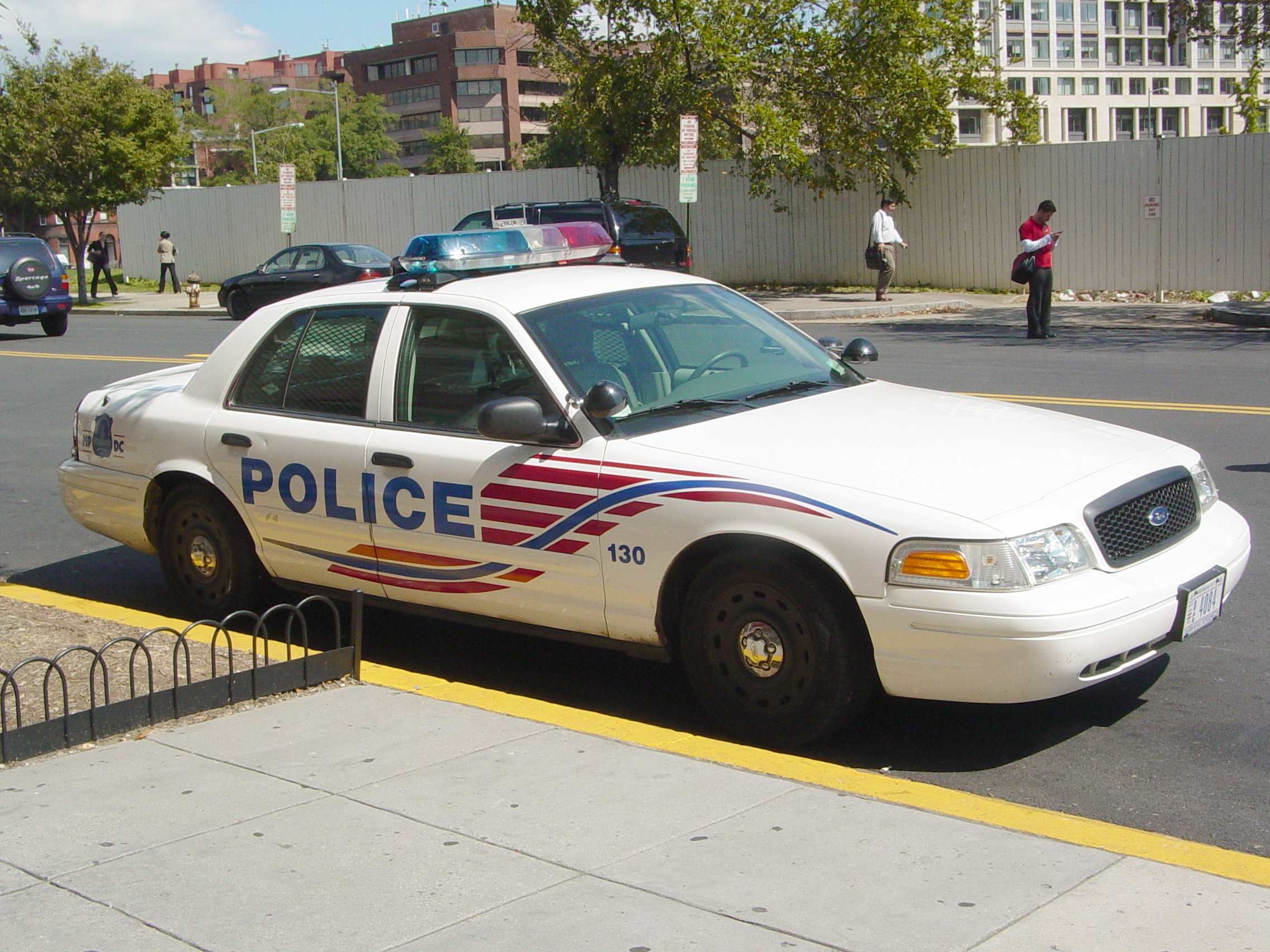
Police Interceptor　ワシントンD.C.首都警察仕様

パトカー用のグレード名は「ポリス インターセプター（Police Interceptor）」。商品コード「P71」（最終型となる2010年および2011年モデルのみP7B）。LTDクラウンビクトリアのパトカー仕様車を継ぐ形で1992年に初代が、1998年に外装や機関を手直しした2代目が発売された。P71はアメリカのパトカー市場において、およそ7割強の市場占有率を持つといわれている。アメリカの警察で好まれる後輪駆動のフルサイズセダンをベースにした車両として、今では貴重な存在となっているのが要因。
基本は単独グレードだが、最終減速比が3.27と3.55の2種類の設定がある。エンジンはベース車両と同じV8自然吸気をチューニングしたもので、ポリスインターセプターモデルでは標準装備となるデュアルマフラーと合わせて2004年モデルの時点で250馬力を発生する。
ベース車両からの変更点は補機類やサスペンションの信頼性が向上されたことなどが挙げられる。さらにベースグレードと比較してわずかに車高が高くなっている。
また注文装備として防弾パネルを取り付けることができる。これは12ゲージ散弾や7.62mm NATO弾を食い止めることができ、価格は運転席側のみが$1200、前席左右ドアが$2400。後述する欠陥問題があったことから、この対策として燃料タンクを保護する防護材の取り付けを無料オプションとして設定した。また燃料タンク付近に自動消火装置をメーカーオプションとして設定。これは後部に強い衝撃をセンサーが感知すると、組み込まれた油火災対応型消火器が燃料タンク付近へ向けて噴射されるというもの。手動でも操作をすることが可能となっている。
1998年のデビュー時にはポリスインターセプター専用のバッジは装備されず、外装のモール類やグリルもベースグレードと共通のクロームメッキ仕様であった。1999年モデルでは一部のモールとグリルがブラックアウトされ、2000年モデルではリアウィンカーがオレンジから赤に変更、2001年モデルではバンパーモールが削除されポリスインターセプター専用のハニカムグリルが標準装備となった。その他オプションでメッキモールやベースグレードのエンブレムなどを装備し秘匿性を高めたストリート・アピアランス・パッケージ（SAP）等のオプションパッケージが設定されていた。
2010年3月、フォード社はクラウンビクトリアに代わる3代目ポリスインターセプターを2011年に発売すると発表した。新型ポリスインターセプター・セダンはトーラスがベースで、またエクスプローラーがベースのポリスインターセプター・ユーティリティーも販売される。グレードは、セダンはV6自然吸気と前輪駆動又は四輪駆動の組み合わせ、及びV6直噴ターボと四輪駆動の組み合わせ。ユーティリティーはセダンと同じ自然吸気エンジンに、前輪駆動と四輪駆動のいずれかを組み合わせたもの。
アメリカのパトカーは耐用期限（または設定された使用期間、一般的には2年）が過ぎれば日本でのように解体されず民間に払い下げられ、中古車として市場に流通する。そのため、他の警察機関が購入して再びパトカーとして使うだけでなく、タクシーや自家用車として使われるものも多い。ゆえに「ポリスインターセプター」のバッジがついているものの一般人が使用しているものも見かけられる。警光灯や無線機、通信端末などの装備品は放出品として外され、車体は警察機関を表すデカールが剥がされ再塗装されるが、日本で再びパトカー仕様に戻してナンバーを取得している愛好家も存在する。

#### 主なベースグレードからの変更点
- エンジン出力の向上
- スピードリミッターの変更（ベースグレードの時速103マイルから時速135マイルに向上。併せてスピードメーターも時速120マイルから時速140マイル上限に変更）
- ATの変速タイミングの変更
- アルミないしはアルミ合金ドライブシャフト
- フレームの補強
- サスペンションの強化
- 純正強化バッテリー
- 左右独立前席およびバックレストへのケブラー板の追加
- ミッション・パワーステアリング用オイルクーラーの追加

### 商用モデル (P70/P72型)

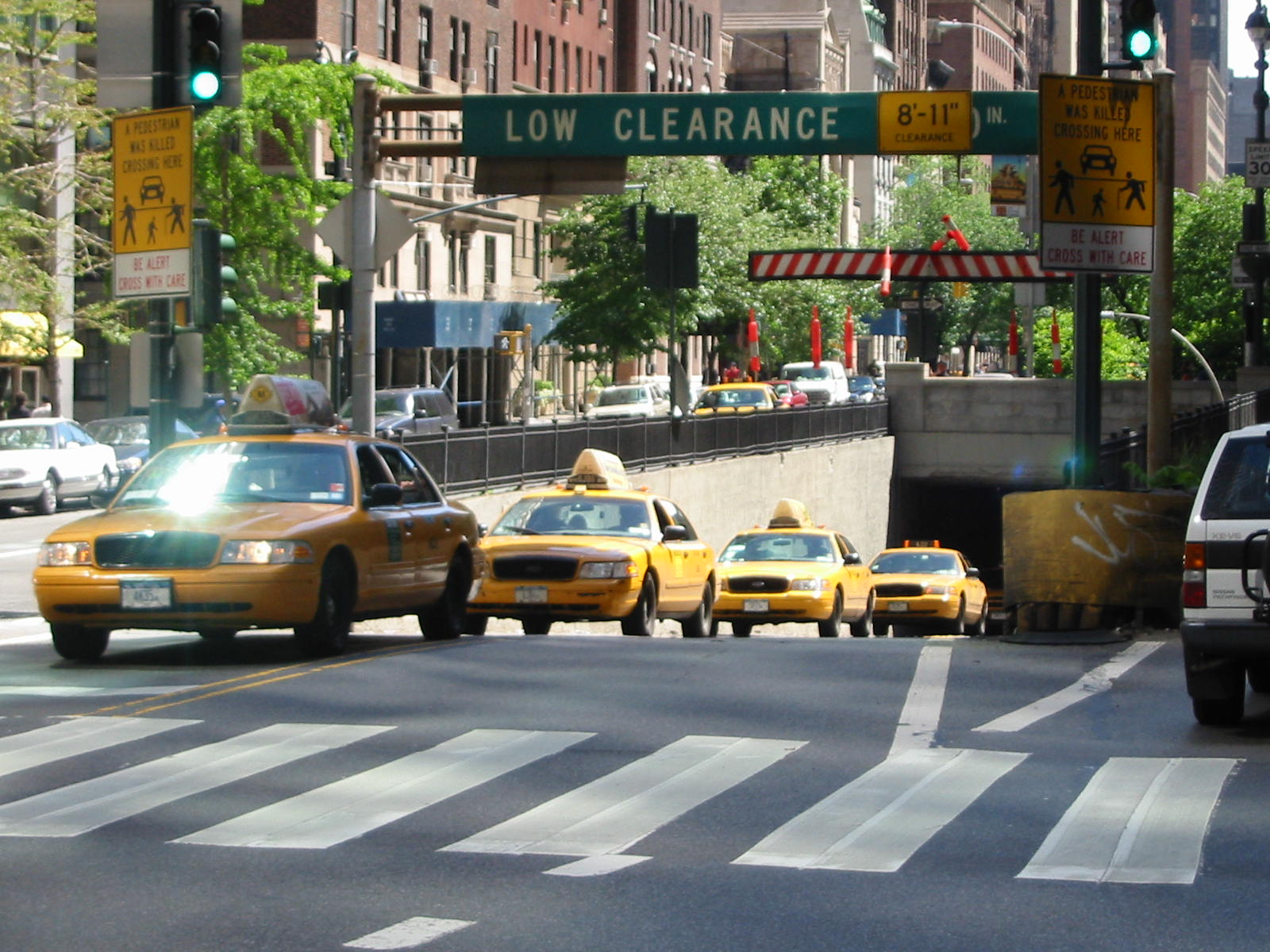
ニューヨーク市のイエローキャブ

フリート販売を中心とした商用利用向けに用意された一般販売されていないグレードがP72となる。ポリスインターセプターをベースに不要な装備を取り払うなどした廉価版かつ高耐久グレードとして設定されている。このP72をベースにリアフロア部分を6インチ（15.24cm）延長したロングホイールベースモデルが2002年からラインナップされP70と呼称される。
商用モデルはポリスインターセプターから一部の不要な装備を取り払った廉価版という扱いで、例えばマフラーはベースグレードに準拠しシングルマフラーとなっている。さらにP70/P72モデルのオプションとしてポリスインターセプターとは別にポリスパッケージ（Police Package）が設定されており、囚人の護送など高速走行を伴わない用途向けに警察機関にも納入された。

#### タクシーとしてのクラウン・ビクトリア
かつてはGMにも同クラスのFRフルサイズセダン「シボレー・カプリス」があったが、1996年に生産中止となって以来、アメリカのタクシー業界はクラウンビクトリアが主力車種となった。現役を引退したパトカーの車両を使ったものも多い（フォードでは役目を終えたパトカーを回収し、タクシーとして再利用する独自のリサイクルシステムを導入している）。なお、フルサイズセダンは他にも各社で多数生産されていた（ダッジ・モナコなど）。また、映画「TAXI NY」でも使われていた。
2000年代後半以降、低燃費指向がアメリカでも高まったのもあり、フォード・エスケープハイブリッドや日本のトヨタ・プリウス、トヨタ・カムリハイブリッド等のハイブリッドカーが多数採用されていた。
2018年現在では、既に生産終了から7年経過しているのもあり、大分数を減らし、主力としては退いているものの、タクシーとしてまだまだ見かける存在である。
タクシーの使用車種に関して、細かい規定の存在するニューヨークでも、2012年から2014年前後にかけて、在庫販売が行われていたロングホイールベースの当車両を使用することでギリギリ規定を抜け出して、現在でも営業しているドライバーが散見できる。

## 安全性問題
パトカーにも使用されているこの車を巡っては、カーチェイスや長時間の高速運転時に燃料タンクからの発火の恐れがあるとして、アメリカの地方警察がフォードに対し訴訟を起こした。
1996年から2001年のモデルにかけて使われたオールコンポジット・インテークマニホールドからクーラント漏れが発生するということで2005年に集団訴訟が起きている。

## 日本での販売
姉妹車のグランド マーキーとタウンカーは正規輸入されているが、このクラウンビクトリアは、初代と2代目共に正規輸入はされていない。しかし、前述したポリスインターセプター仕様を中心に並行輸入で少数が上陸している。